# Escândalo do Mensalão no Distrito Federal

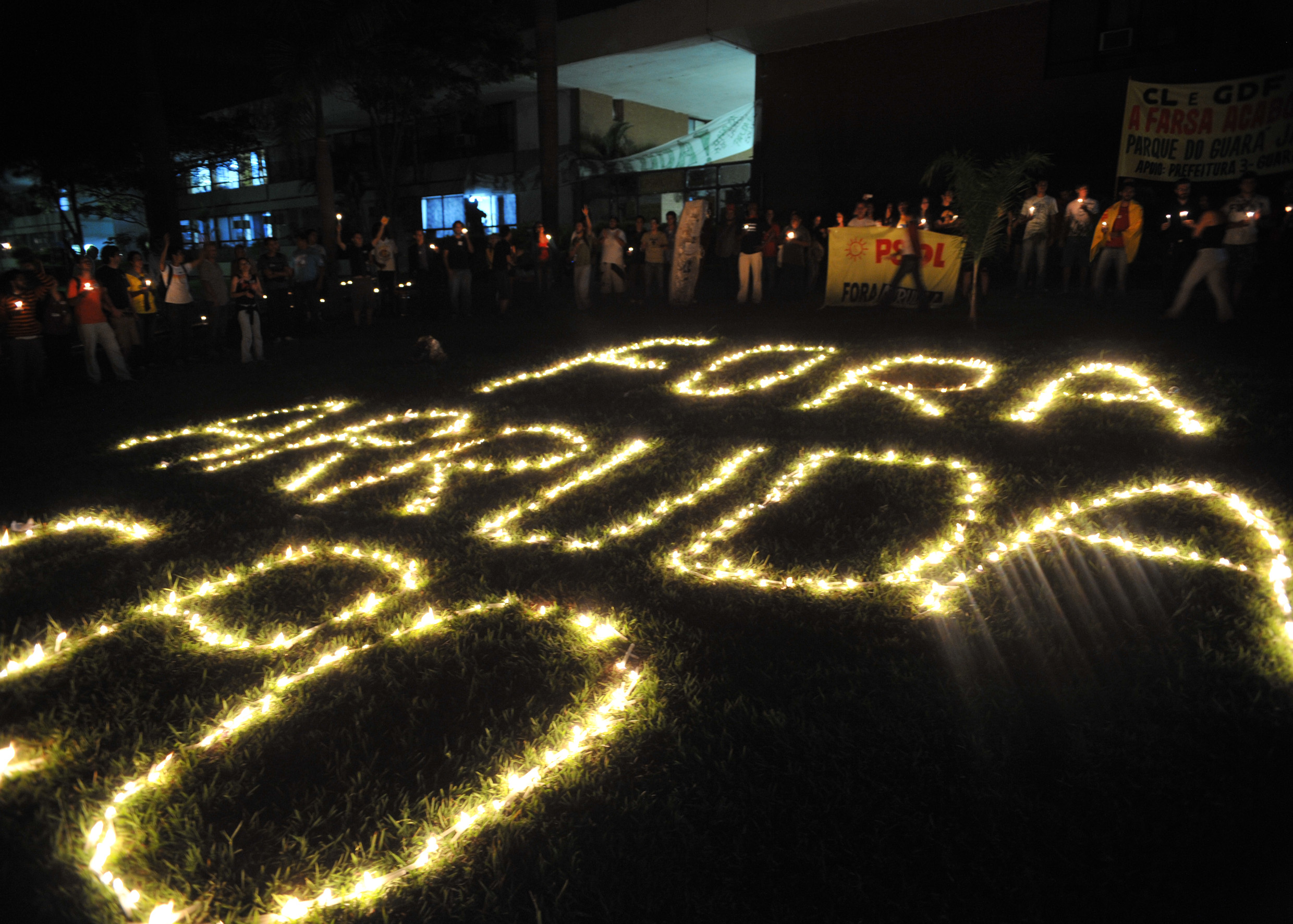
Protesto pelo impeachment do governador José Roberto Arruda, após o escândalo do mensalão no Distrito Federal.

O Escândalo do Mensalão no Distrito Federal, também conhecido como Mensalão do DEM, Mensalão no Distrito Federal, Mensalão do GDF, Mensalão do Democratas de Brasília,  é o nome popular do escândalo de corrupção que surgiu no final de novembro de 2009 pela Polícia Federal, através da Operação Caixa de Pandora e baseada nos depoimentos de Durval Barbosa.
Entre os envolvidos destacavam-se diversos membro do DEM, o governador do Distrito Federal, José Roberto Arruda, o vice-governador e empresário Paulo Octávio, o presidente da Câmara Legislativa do Distrito Federal, Leonardo Prudente, secretários do Governo do Distrito Federal (GDF), Júnior Brunelli, do PSC, corregedor da Câmara Legislativa, o deputado federal Augusto Carvalho, do PPS (segundo o jornal Correio Braziliense as acusações contra Augusto Carvalho mostraram-se inverídicas) e a líder do governo na Câmara Legislativa na época, Eurides Brito, PMDB.
Segundo a Folha de S.Paulo, José Roberto Arruda chegou a ser cogitado para ser o candidato à vice-presidente de José Serra na eleição presidencial brasileira de 2010, mas a eclosão do escândalo levou o DEM à começar a buscar outros nomes.
No dia 11 de fevereiro de 2010 , Arruda foi preso preventivamente pelo temor de que pudesse obstruir as investigações. O pedido de prisão foi feito após a tentativa de suborno do jornalista Edson Sombra. Arruda se encontra desde então encarcerado no presídio federal da Papuda.

## Antecedentes

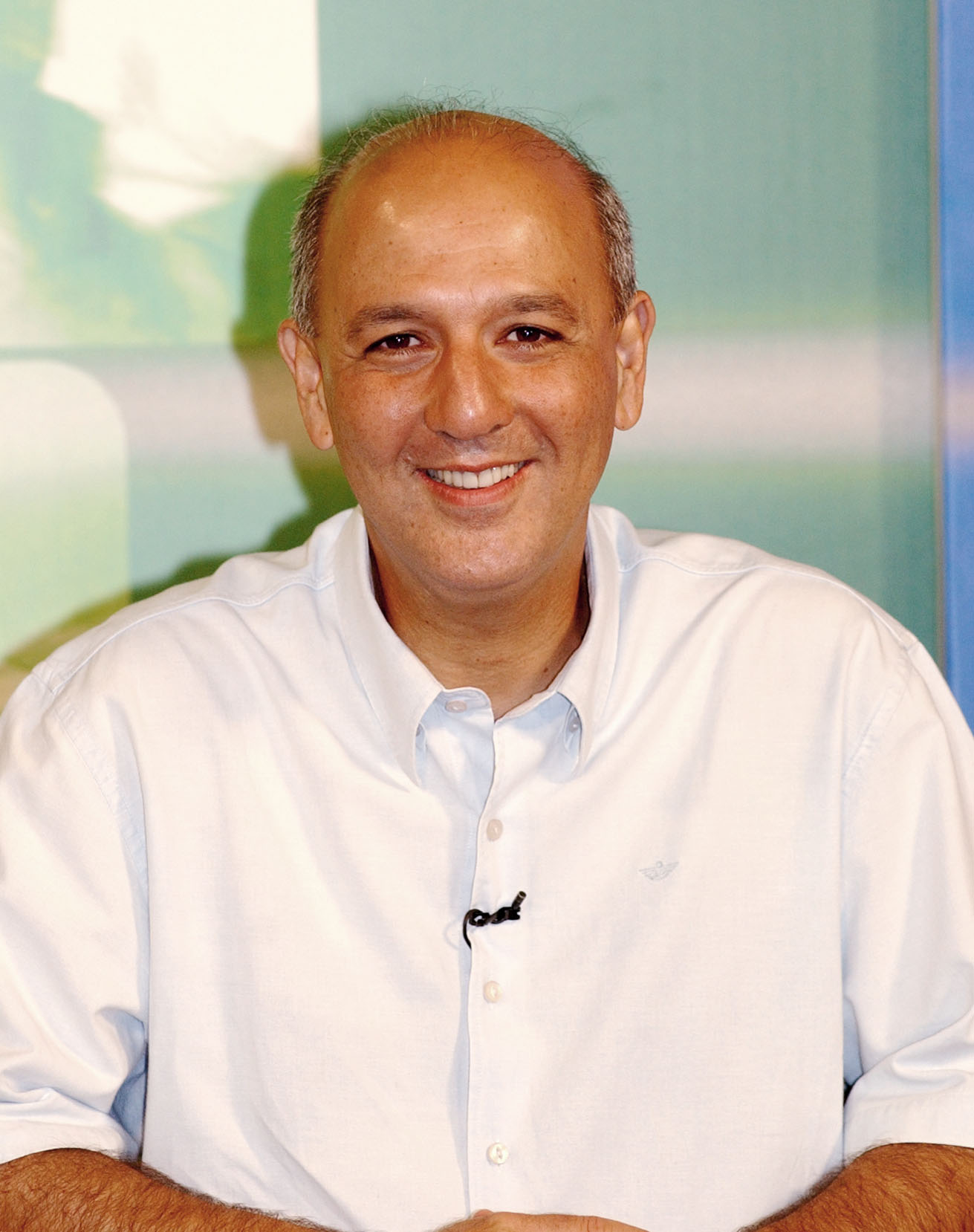
O governador afastado, José Roberto Arruda.

Em 2001, José Roberto Arruda, então líder do governo no senado no governo do presidente Fernando Henrique Cardoso, foi envolvido pelo Escândalo da Quebra do Sigilo do Painel no Senado (na época da cassação do mandato de Luiz Estêvão em 2000) que atingiu também Antônio Carlos Magalhães e Jader Barbalho. Diante das evidências, renunciou ao mandato para evitar a cassação.
Porém, em 2002, se candidatou a deputado federal e foi eleito como o mais votado no Distrito Federal - e do país em termos proporcionais. No mesmo ano, Paulo Octávio foi eleito ao Senado Federal com a aprovação de 25% dos eleitores do DF, um total de 553.707 votos.
Em 2006, Arruda lança-se pré-candidato ao governo do Distrito Federal pelo PFL e se elege junto com o vice Paulo Octávio em primeiro turno governador do Distrito Federal, com pouco mais de 50% dos votos válidos, com 663.364 votos, derrotando em primeiro turno as candidatas Maria de Lourdes Abadia, do PSDB, e Arlete Sampaio, do PT, entre outros candidatos. A chapa foi apelidada pela imprensa de "puro sangue" (governador e vice do mesmo partido político).
Com a posse de Arruda e Octávio em 1º de janeiro de 2007, o Governo do Distrito Federal iniciou suas obras, ganhando notoriedade nacional as demolições e implosões de diversos prédios inacabados, alguns que datavam mais de 20 anos atrás.

## Estopim
No dia 27 de novembro de 2009, a Polícia Federal executou a Operação Caixa de Pandora, com o cumprimento de mandatos de busca e apreensão na residência oficial do governador José Roberto Arruda, em secretarias do governo e em gabinetes de deputados na Câmara Legislativa.
Nos 24 endereços onde foram realizadas as ações de busca e apreensão, foram apreendidos R$ 700 mil em dinheiro, US$ 30 mil, 5.000 euros, computadores, mídias e documentos.
No mesmo dia, o governador exonerou os envolvidos nas investigações, além de ter especulado que o desvio de recursos possa ter vindo desde o governo anterior de Joaquim Roriz.

## Material da Polícia Federal

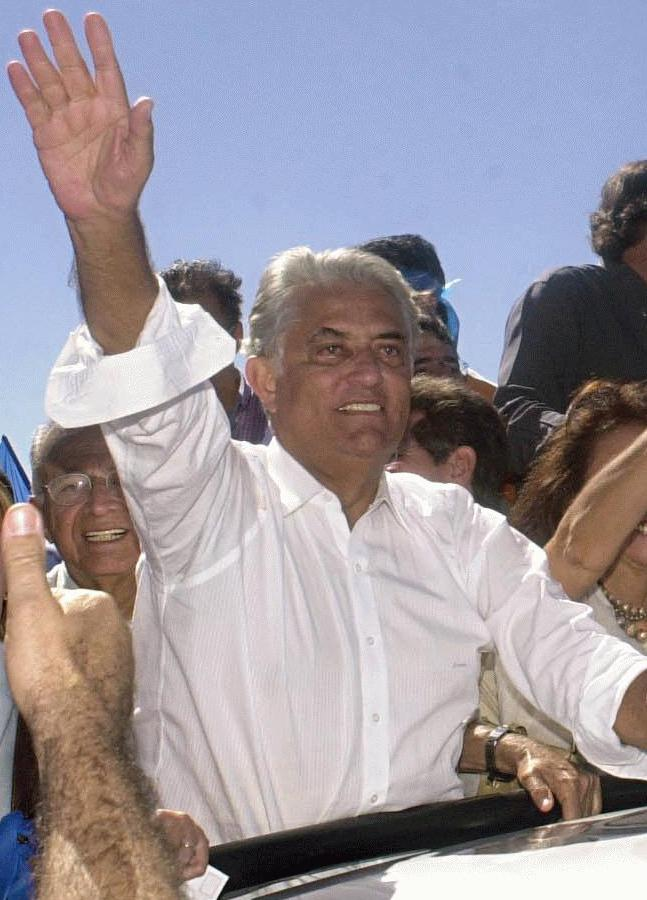
O ex-governador Joaquim Roriz. Segundo Durval Barbosa, o esquema de corrupção teve início sob os auspícios de Roriz.

Na manhã do dia 27 de novembro, a Polícia Federal (PF) realizou buscas na Câmara Legislativa do Distrito Federal, na residência oficial do governador Arruda, nas casas de dois secretários dele e de quatro deputados distritais. As buscas também foram feitas em Belo Horizonte, capital de Minas Gerais. A PF apreendeu documentos e computadores na Câmara Legislativa do Distrito Federal, no Tribunal de Contas do Distrito Federal e em gabinetes e residências de secretários e assessores do governador. Um dos gabinetes fica anexo à residência oficial do governador, mas Arruda mora em uma casa particular. A PF também apreendeu R$ 700 mil em dinheiro. A Polícia Federal informou na noite do mesmo dia que teve de antecipar a operação por causa da suspeita de vazamento de informações para os investigados. Um inquérito será aberto para investigar o caso.

## Investigações
A investigação teve início em setembro de 2009. O secretário de Relações Institucionais do Governo do Distrito Federal, Durval Barbosa, que ocupou cargos de confiança nos dois governos Roriz e Arruda, responde a pelo menos 28 processos na Justiça e foi interrogado pela Polícia Federal antes da operação. Barbosa aceitou colaborar com a Polícia Federal em troca de redução da pena em caso de condenação.
Em depoimento à Polícia Federal, o então secretário Durval Barbosa disse que o governador Arruda pedia adiantamentos, mais ou menos, de 15 em 15 dias para saldar despesas pessoais e que o desvio de recursos era tanto para enriquecimento pessoal quanto para pagamento da consciência de políticos. Em uma das negociações, um valor de R$ 178 mil foi dividido entre o governador, o vice, o assessor de imprensa, Omézio Pontes, e o chefe da Casa Civil, José Geraldo Maciel, ficando 10% restantes à espera de comando.
Segundo despacho do Superior Tribunal de Justiça, no dia 21 de outubro, a Polícia Federal colocou equipamentos de gravação nas roupas de Durval Barbosa para registrar um encontro com o governador Arruda.
Na gravação, Arruda disse a Durval para entregar ao chefe da Casa Civil, José Geraldo Maciel, o dinheiro para pagamento da base aliada. Segundo a investigação, este valor de R$ 600 mil teria vindo de quatro empresas que prestam serviços ao governo do Distrito Federal.
O Ministério Público do Distrito Federal e dos Territórios investiga se o esquema de corrupção seria usado para comprar o apoio de deputados distritais aos projetos de interesse do governo.
Barbosa disse que o Governador Arruda ficava com 40% do total de recursos e o vice, Paulo Octávio, com 30%.

## Vídeos

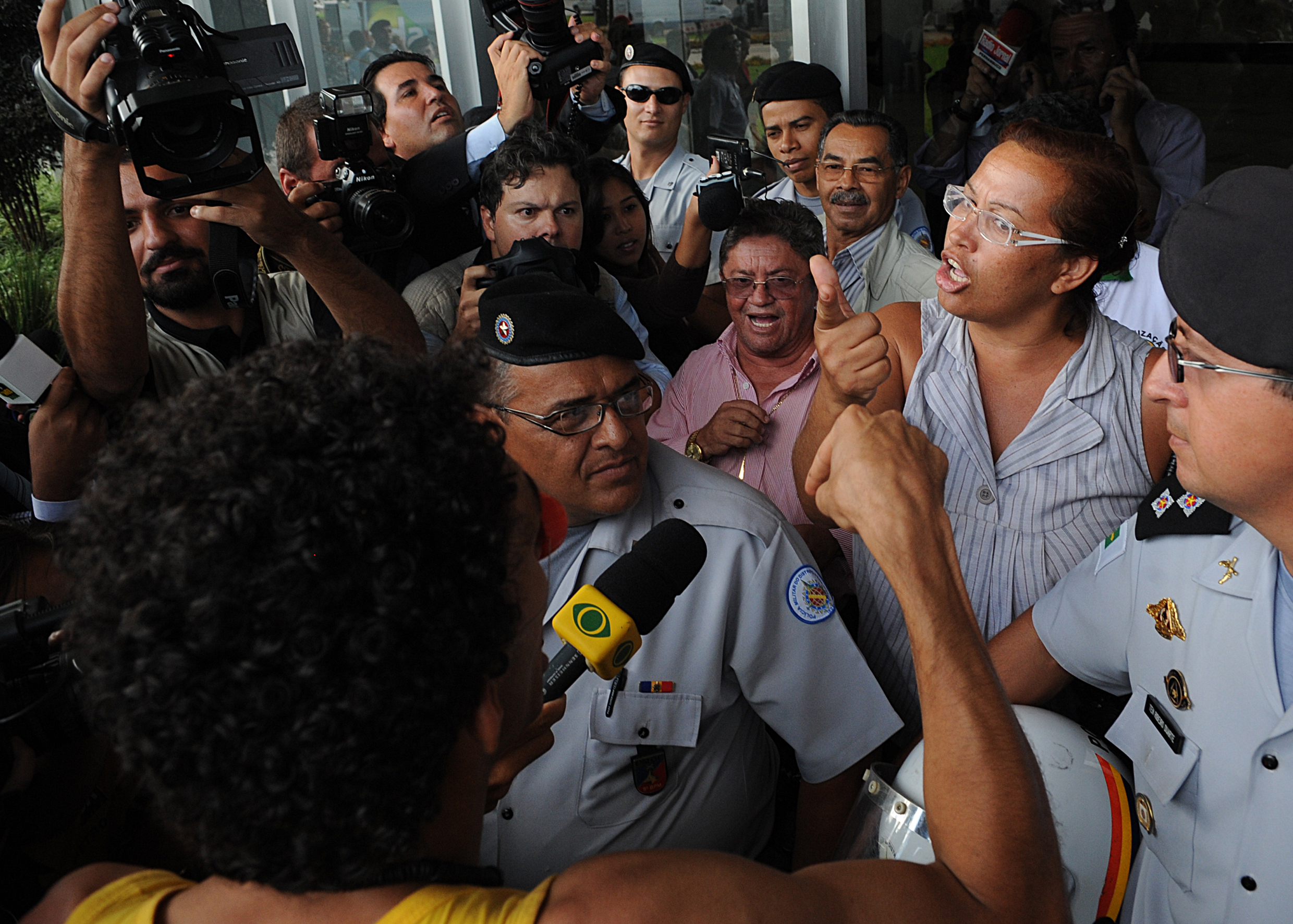
Protesto pela queda do governo.

O ex-secretário entregou ao Ministério Público 30 vídeos com imagens de negociações feitas por ele mesmo, que participava do esquema. Já como colaborador da Justiça, em troca de redução de pena no caso de uma condenação, Durval usou câmeras escondidas e, com autorização da Justiça, gravou diálogos com o governador e com o primeiro escalão do GDF. Barbosa entregou as fitas de vídeo para ter a pena reduzida, no caso de ser condenado.
Na gravação, divulgada pela imprensa no dia da operação, Arruda disse ao Durval a entregar ao chefe da Casa Civil, José Geraldo Maciel, o dinheiro para pagamento da base aliada. Segundo a investigação, o dinheiro, R$ 600 mil, teria vindo de quatro empresas que prestam serviços ao governo do Distrito Federal.
Em 28 de novembro, o Jornal Nacional, da Rede Globo, mostrou trechos do vídeo, realizado em 21 de outubro desse ano, em que ele conversa com o governador. A reunião seria para prestar contas da divisão do dinheiro. No segundo momento, a conversa é com o chefe da Casa Civil, José Geraldo Maciel. Eles acertam a partilha do dinheiro, com R$50 mil para cada um. Em outro trecho, Arruda quer saber como anda a despesa com políticos. Ao todo, são 55 minutos de gravação.
Em 30 de novembro, Arruda aparece recebendo R$ 50 mil de Barbosa, em gravação ocorrida em agosto de 2006, quando Arruda estava na disputa pelo governo, o que levanta a suspeita de que o esquema havia começado antes de ser eleito governador. O então candidato pensa melhor e pede para um assessor levar o dinheiro. No inquérito, Barbosa diz que um funcionário de Paulo Octavio, Marcelo Carvalho, era quem buscava o dinheiro. Dinheiro que era distribuído fartamente sempre a portas trancadas. Leonardo Prudente, presidente da Câmara Legislativa, recebeu uma quantia tão grande de dinheiro que ficou sem espaço nos bolsos e escondeu nas meias.
A líder do governo na Câmara Legislativa, Eurides Brito, também recebe. O deputado distrital, corregedor da Câmara Legislativa (responsável por investigar eventuais desvios de conduta de parlamentares), que é também representante da bancada evangélica, Junior Brunelli (PSC), o presidente da Câmara Legislativa, Leonardo Prudente, e Durval Barbosa fazem oração para agradecer o dinheiro recebido:
"Pai, eu quero te agradecer por estarmos aqui. Sabemos que nós somos falhos, somos imperfeitos, mas é o teu sangue que nos purifica de todo bem. Pai, nós somos gratos pela vida do Durval, que tem sido um instrumento de benção para nossas vidas, para essa cidade. Que o senhor contemple a questão do seu coração."
Durval Barbosa diz, em depoimento à polícia, que os empresários já não aguentavam mais a cobrança de propina. A diretora da Uni Repro, Nerci Soares, uma empresa de São Paulo que prestava serviços ao governo, entrega uma sacola ao então secretário de relações institucionais e ele conta o dinheiro. Nerci deixa a sala e Durval mostra uma caixa cheia de dinheiro. Outro empresário, Gilberto Lucena, dono da Linknet, uma empresa de tecnologia, reclama muito a cobrança de propina.

## Envolvidos
Entre os envolvidos, estão o ex-chefe de gabinete de Arruda, Domingos Lamoglia, que foi nomeado pelo governador conselheiro do Tribunal de Contas do Distrito Federal, o atual chefe de gabinete, Fábio Simão, o chefe da Casa Civil, José Geraldo Maciel, o secretário de educação, José Luiz Valente, e o assessor de imprensa, Omézio Pontes, além da líder do governo, deputada distrital Eurides Brito, e do presidente na Câmara Legislativa, Leonardo Prudente. E dois deputados distritais, Rogerio Ulysses e Pedro do Ovo.
Em 28 de novembro, Arruda é apontado pela Polícia Federal como o comandante de um esquema de arrecadação e distribuição de propina a deputados da base de apoio ao governo distrital.
Durval Barbosa acusou tanto políticos como donos de empresas. Os citados estão sendo investigados pelo Superior Tribunal de Justiça (STJ), sendo que até o momento ninguém foi indiciado e os elementos ainda não foram considerados conclusivos pela Justiça.

## Pedidos de cassações dos mandatos

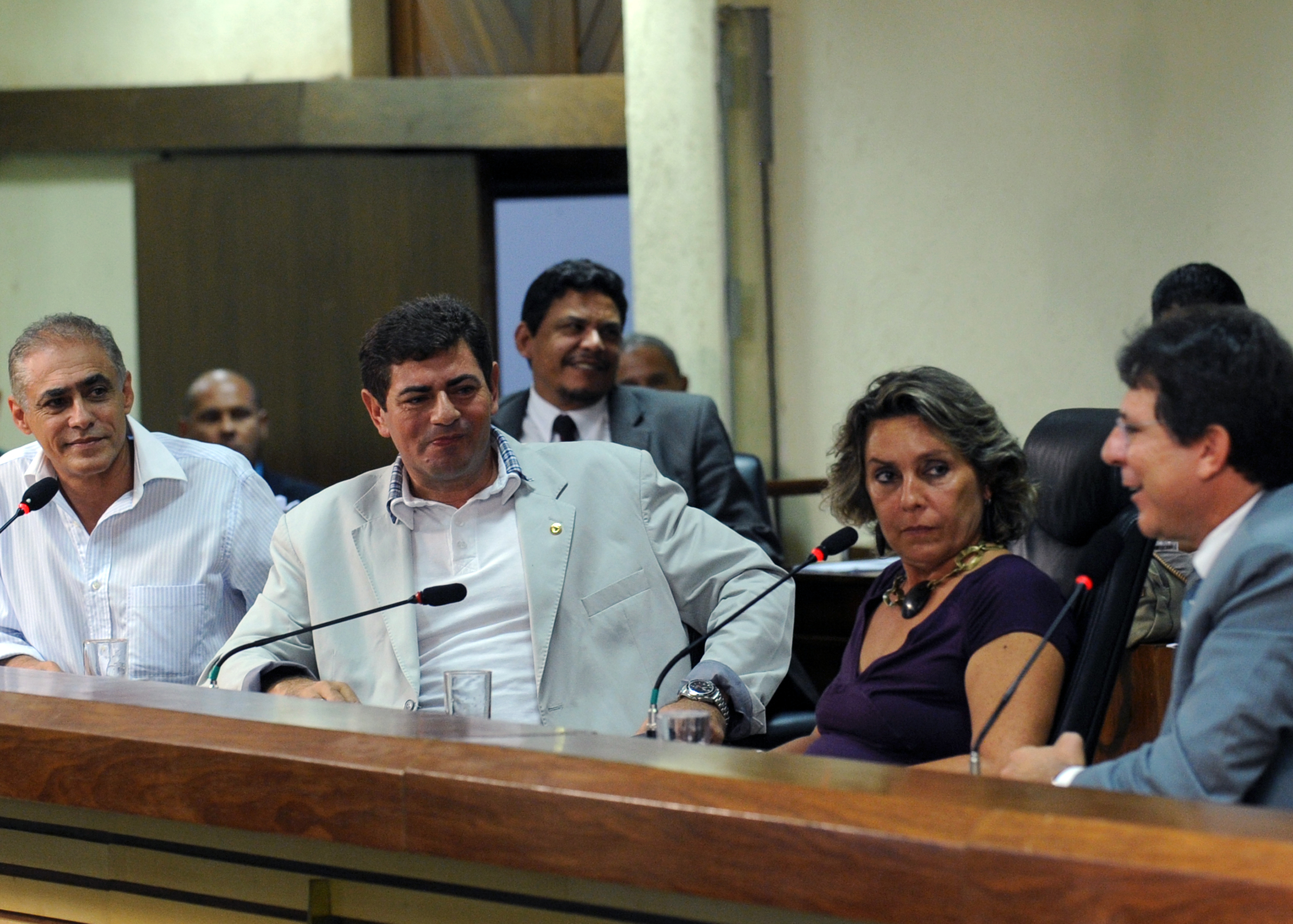
Os deputados Doutor Charles, Batista das Cooperativas, Érica Kokay e Alírio Neto, em reunião do Conselho de Ética da Câmara Legislativa do Distrito Federal.

### Impeachment de Arruda
No dia 28 de novembro, a Ordem dos Advogados do Brasil (OAB) estuda o pedido do impeachment de Arruda. Em 30 de novembro, a OAB decidiu pedir o impeachment do governador. "Não pode se tirar do meio da discussão o processo de afastamento político. Ele é fundamental até pra dar uma liberdade maior de investigação", disse o presidente da OAB, Cezar Britto, que buscou o apoio da CNBB para o afastamento de Arruda. "Todos estamos perplexos com aquilo que vimos e queremos que as investigações sejam ágeis e o quanto antes ética possa prevalecer e os fatos sejam devidamente esclarecidos", disse o secretário-geral da CNBB, Dom Dimas Lara. Em 3 de dezembro, os conselheiros da OAB, seccional do Distrito Federal, decidiram por 31 a 1, protocolar na Câmara Legislativa do Distrito Federal um processo de impeachment contra Arruda e vice Octávio.

### Deputados distritais
Em 14 de dezembro, a OAB protocolou o pedido de cassação aos três deputados distritais. A OAB anunciou ainda que iria protocolar outros quatro pedidos de cassação nos dias seguintes.

### Paulo Octávio
A OAB fez também pedido de cassação do vice-governador, Paulo Octávio.

## A vez do PMDB
Embora a alcunha Mensalão do DEM tenha sido proposta para o escândalo, a situação envolve também políticos de vários outros partidos. No dia 30 de novembro, Eurides Brito, do PMDB, líder do governo na câmara legislativa, é evidenciada em um dos vídeos que tem sido apresentados, entrando na sala de Durval Barbosa, trancando a porta, recebendo o dinheiro e guardando-o em uma bolsa grande. Em seguida, o corregedor da câmara legislativa, Júnior Brunelli, do PSC, também aparece recebendo dinheiro. Em 4 de dezembro, o presidente do PSDB-DF, Márcio Machado, teve de se afastar.

## Empresas envolvidas
Em 30 de novembro, a diretora da Uni Repro, Nerci Soares, uma empresa de São Paulo que prestava serviços ao governo, entrega uma sacola ao então secretário de relações institucionais. E conta o dinheiro. Nerci deixa a sala e Durval mostra uma caixa cheia de dinheiro. Outro empresário, Gilberto Lucena, dono da Linknet, uma empresa de tecnologia, reclama muito em um vídeo gravado por Durval.

## Reações

### Envolvidos
O governador Arruda passou o dia 27 de novembro, trancado em reuniões de emergência e não falou com a imprensa. Por meio da assessoria, disse que esquema começou no governo anterior de Joaquim Roriz. O secretário de Educação José Luiz Valente e o deputado Pedro do Ovo, do PRB, negaram ter recebido dinheiro. O deputado Rogério Ulysses (PSB) e o assessor de imprensa do governador, Omézio Pontes, disseram que forneceram todas as informações pedidas pela PF. Os demais investigados não falaram sobre o caso.
Entre as empresas citadas na investigação, o dono da Linknet, Gilberto Lucena, disse que é "vitima de perseguição política". As empresas Infoeducacional, Vertax e Adler, não comentaram.
Em 29 de novembro, Arruda e Octavio divulgaram nota conjunta que repudiam as acusações e dizem que são inocentes.
Em 30 de novembro, as assessorias do presidente da Câmara Legislativa, Leonardo Prudente, e do corregedor, Júnior Brunelli disseram que os deputados ainda não tiveram acesso ao vídeo e só vão se pronunciar depois de ver as imagens. A deputada Eurides Brito disse, por meio da assessoria, que o advogado dela está analisando o processo. O ex-governador Joaquim Roriz não se manifestou e o empresário José Celso Gontijo não foi localizado. Quanto às imagens de Arruda recebendo dinheiro quando era candidato ao governo do Distrito Federal, o advogado dele disse que era para caridade. Um secretário justificou que teria sido usado para comprar cestas de natal e panetones em dezembro de 2006.

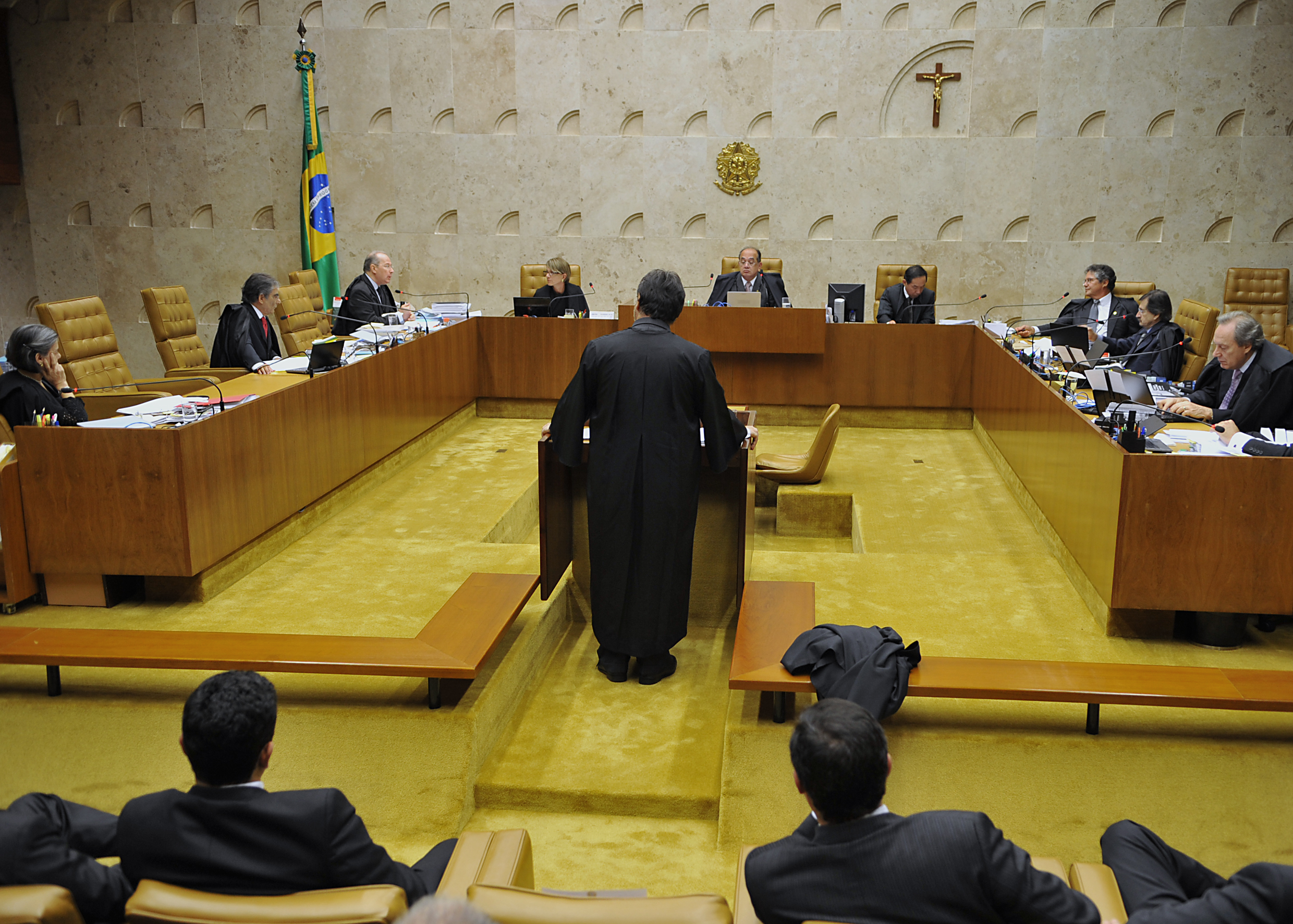
Julgamento no Supremo Tribunal Federal que manteve Arruda na prisão, em 4 de março de 2010.

O presidente da câmara legislativa, Leonardo Prudente, do Democratas, aparece em outras imagens, gravadas em 2006, recebendo vários maços de dinheiro, que enche todos os bolsos do terno e as meias, se explicou: "Foi oferecida ajuda financeira para a campanha eleitoral de 2006. O dinheiro foi guardado nas minhas vestimentas por questões de segurança. Eu não uso pasta".
O vice Paulo Octávio, negou que tenha recebido parte dos repasses da empresa da Linknet. O presidente da Linknet, Gilberto Lucena, que aparece nas imagens negou o pagamento de propina.
O secretário de planejamento, Ricardo Penna, disse que houve uma retaliação, um descontentamento, pelo fato de a secretaria ter reduzido os custos com atividades de informática. Diz ainda que a empresa Linknet foi recentemente desclassificada de um processo de licitação por não ter cumprido exigências necessárias.
O deputado Júnior Brunelli, do PSC, admitiu que recebeu dinheiro não contabilizado para pagamento de despesas da campanha de 2006. A deputada Eurides Brito, do PMDB, disse que só vai se pronunciar depois que tiver acesso ao inquérito completo.
Valmir Amaral, empresário de ônibus no Distrito Federal, aproveitou uma entrevista convocada pelo deputado Leonardo Prudente para dizer que distritais cobraram propina dos empresários para alterar um projeto de lei do governador e deu denúncia: "R$ 1 milhão pra alterar a lei e R$ 600 mil pra derrubar o veto do governador. O governador ia vetar". Segundo Amaral, a lei do passe-livre garante às empresas de ônibus R$ 8 milhões por mês para transportar gratuitamente estudantes e deficientes físicos. Ela foi aprovada, depois vetada por Arruda. E o veto foi derrubado pela assembléia.

### Reação Popular

#### Movimento Brasília Limpa
Movimento liderado pela Ordem dos Advogados do Brasil, Seccional Distrito Federal (OAB-DF) e outros grupos organizados. Realizou atos como o uso de roupas brancas, faixas e adesivos demonstrando a intolerância da população local contra os escândalos de corrupção que atingiram o governo do Distrito Federal. Teve bastante força no início do escândalo, em 2009, mas perdeu visibilidade com a posse da nova diretoria da OAB-DF, em 2010.

#### Movimento Fora Arruda e toda a Máfia
Grupos de jovens, especialmente estudantes da Universidade de Brasília, ligados a movimentos sociais e diversas tendências ideológicas de esquerda, assim como "autonomistas", sem vinculação partidária, se uniram para organizar manifestações e atos públicos exigindo a saída do então Governador do Distrito Federal, José Roberto Arruda, do Vice-Governador, Paulo Octávio, bem como dos deputados distritais envolvidos nas denúncias do Mensalão do Distrito Federal.
Durante uma manifestação em frente ao prédio da Câmara Legislativa do Distrito Federal, que à época funcionava em uma área afastada do centro político de Brasília, houve tumulto na entrada do prédio, tendo a equipe de Segurança da Câmara Legislativa barrado a entrada de pessoas na sede do Poder Legislativo. Após enfrentamento, os manifestantes entraram no prédio e ocuparam, por dias, o Plenário da Câmara Legislativa. Houve intensa cobertura da imprensa, com equipes de televisão instaladas 24 horas dentro e fora do prédio, enquanto eram realizadas palestras, debates e manifestações sobre a situação política do Distrito Federal.
O presidente interino da Câmara Legislativa, Deputado Cabo Patrício, inicialmente se recusou a negociar com os manifestantes. Após intermediação de outros parlamentares e com intermediação de advogados, da OAB e de sindicatos, o diálogo avançou, com promessas de abandono do Plenário para realização das ações de investigação dos escândalos de corrupção, até então sem andamento na Casa Legislativa.
Em 8 de dezembro de 2009, após obtenção de medida judicial de reintegração de posse, a Polícia Militar do Distrito Federal obrigou os manifestantes a deixarem o prédio, retirando os integrantes do grupo à força de dentro das dependências da Câmara Legislativa. Houve troca de ofensas e discussões entre os manifestantes e grupos favoráveis ao Governador José Roberto Arruda, que se aglomeravam do lado de fora do prédio. No mesmo dia, após reorganização do grupo, foram realizadas passeatas pelas ruas de Brasília.
No dia 9 de dezembro de 2009, havia um grande ato político programado para a praça do Buriti, localizada no Eixo Monumental de Brasília e entre as sedes do Poder Executivo e do Legislativo locais. Este ato era organizado por sindicatos, associações e pelo Movimento Fora Arruda.
Durante as manifestações, que eram acompanhadas pela Polícia Militar, houve a intenção de realizar um protesto e marcha na avenida, no sentido da Rodoviária Central do Plano Piloto. Em reação, impedindo a manifestação, houve forte repressão, com uso da Cavalaria, bombas de gás, armas com projéteis não-letais. Os manifestantes foram duramente atingidos pelas forças policiais, no episódio que ficou conhecido como "Batalha do Buriti".
As manifestações e atos públicos perderam alguma força no final de 2009, especialmente após a saída do Governador José Roberto Arruda do Partido Democratas, o que impedia sua candidatura para as próximas eleições e gerava expectativa de reivindicação do mandato pelo Partido. Em 2010, o Movimento ganhou nova força, realizando atos e intervenções pontuais durante os meses de janeiro e fevereiro de 2010, dentre elas o chamado "Carnaval do Fora Arruda", que circulava por áreas movimentadas de Brasília, cantando marchas de carnaval e expondo a crise política do Distrito Federal, até então sem solução definitiva.
Com a prisão de José Roberto Arruda, em fevereiro de 2010, o grupo também exigiu a saída do Vice-Governador, Paulo Octávio, que acabou renunciando em poucos dias.
Em abril de 2010, foram organizadas eleições indiretas para a escolha do novo Governador. O Movimento Fora Arruda e Toda a Máfia foi contra a realização dessas eleições por considerar que os eleitores - os deputados da Câmara Legislativa - não possuíam legitimidade para eleição de um novo dirigente, dado seu envolvimento com os escândalos de corrupção.
Em protesto, os integrantes do Movimento Fora Arruda e toda Máfia inscreveram uma chapa fictícia para o pleito, composta pelos personagens Tony Panetone (governador) e Bezerra Dourada (vice-governadora), ambos do Partido dos Pães Natalinos, em clara referência às explicações dadas por políticos do Distrito Federal para acusações de corrupção e desvio de dinheiro: José Roberto Arruda afirmava que o dinheiro recebido nos vídeos era destinado à aquisição de panetones e Joaquim Roriz, ex-governador e ex-senador do Distrito Federal, durante a crise que o afastou do Senado, após ser flagrado em escutas telefônicas, afirmou ter recebido milhares de reais de um amigo para aquisição de uma novilha.
Na data da eleição, ocorrida em 17 de abril, sábado, manifestantes se dirigiram ao prédio da Câmara Legislativa, que contava com intensa guarda policial, formando um cordão de isolamento. Após movimentações do grupo no sentido dos portões do prédio e aproximação com as forças policiais, houve um violento confronto, resultando em ferimentos de manifestantes e policiais. A eleição continuou até que fosse escolhido Rogério Rosso (PMDB) como novo governador do Distrito Federal.
Em 21 de abril de 2010, dia do aniversário de 50 anos de Brasília, o Movimento Fora Arruda participou da organização do Movimento "Brasília outros 50" e realizou atos políticos, com manifestações em locais visitados pelo novo governador e por meio da ocupação do prédio inacabado que seria a futura sede da Câmara Legislativa, no centro político de Brasília, ao lado do Tribunal de Justiça do Distrito Federal. O prédio foi ocupado por cerca de 24 horas, tendo sido deixado pelos manifestantes após ordem judicial.

### Parlamentares
Em 30 de novembro, parlamentares já reconheceram que as denúncias são muito graves. Afirmaram que não há clima para que Arruda continue filiado ao Democratas. Eles avaliam que já houve um desgaste político enorme e querem desvincular o partido da crise.

A deputada distrital e integrante do conselho de ética da Câmara Legislativa do Distrito Federal, Erika Kokay (PT-DF), acha que pode ser necessária uma intervenção no Distrito Federal: "Nós estamos inclusive analisando a possibilidade de intervenção federal. Existem tantos poderes envolvidos que nós não temos nenhuma segurança ainda de se é possível fazer uma investigação no âmbito específico do próprio DF". Entretanto, a intervenção não se concretizou. 

### Governador
Em 30 de novembro, governador Arruda dá coletiva de imprensa, mas não permitiu perguntas dos jornalistas e se defendeu atacando. Disse que Durval Barbosa, autor das denúncias, está agindo assim porque perdeu espaço no governo, que todo o dinheiro recebido durante a campanha está registrado na Justiça Eleitoral. Tentou desqualificar as gravações feitas por Durval Barbosa:
"Os recursos eventualmente recebidos por nós do denunciante para ações sociais nos anos de 2004, 2005 e 2006, entre os quais o que foi exibido pela TV, foram regularmente registrados ou contabilizados. As avaliações preliminares dos nossos advogados alertam que os supostos ‘defeitos, aquecimento ou resfriamento do aparelho de gravação’, tudo isso, nos exatos termos que consta dos autos, podem ter truncado e comprometido o teor e o sentido da conversa. Inclusive com a, entre aspas, desconfiguração dos dados armazenados, fecha aspas". Disse que não vai renunciar ao cargo e que pretende continuar no governo e precisa de mais tempo para responder às acusações e que vai colaborar com as investigações. "Confiamos na Justiça e vamos continuar trabalhando no dia a dia do governo, agora livres dessa herança maldita do governo anterior".
Em 11 de dezembro, José Roberto Arruda anunciou a desfiliação do partido Democratas no dia anterior (10), alegando ser alvo de "um triste espetáculo de cenas e imagens montadas com óbvias motivações políticas". Arruda declarou deixar o partido a fim de poupar os companheiros de legenda de ter que decidir entre saciar a sede por atos radicias e mediáticos, ou julgar com amplo direito de defesa e cumprimento dos prazos estatutários". O governador também alegou querer evitar uma discussão judicial que possibilitasse a sua permanência no partido.
Arruda afirmou que "não disputarei eleição no próximo ano. Quero dedicar-me inteiramente a tarefa de cumprir, como governador, todos os compromissos e metas assumidas no programa de governo". A desfiliação de Arruda acaba com os planos do governador de disputar a reeleição no próximo ano já que a lei eleitoral exige pelo menos um ano de filiação a uma legenda para qualquer candidato.

## Perda dos aliados no Governo do Distrito Federal

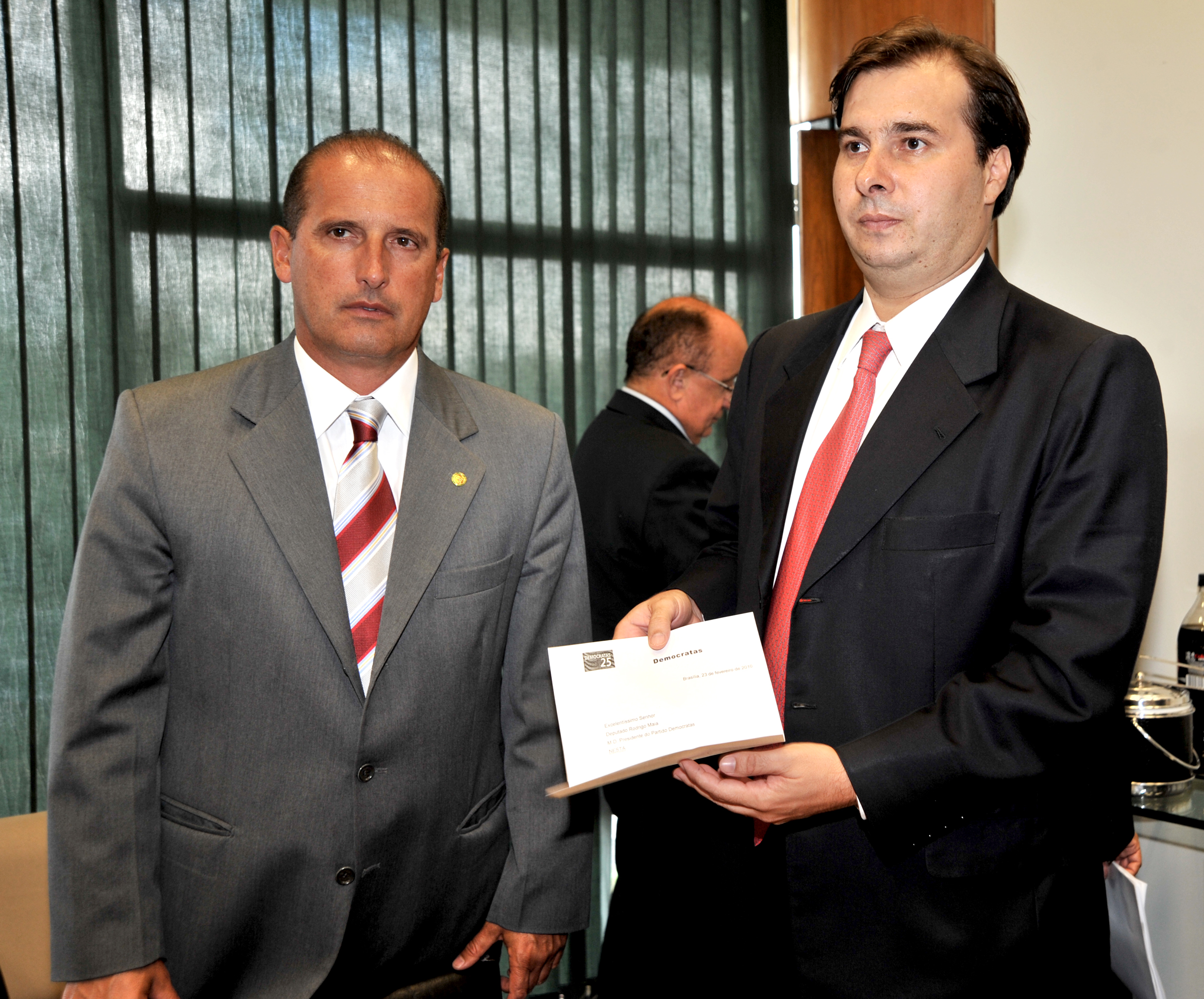
O deputado Onyx Lorenzoni e o presidente do DEM, Rodrigo Maia, apresentam a carta de desfiliação de Paulo Octávio do partido.

Em 30 de novembro, o PDT retirou apoio ao governo e vai entregar os cargos que ocupa no segundo escalão do governo e quer uma CPI no Congresso. No mesmo dia, o PPS também deixou o governo: tinha o secretário de Justiça, Alírio Neto, o secretário de Saúde, Augusto Carvalho, e seu adjunto, Fernando Antunes, citados na denúncia. Mas não abriu investigação interna.
No dia 1º de dezembro, o PSDB e o PV anunciaram a sua saída do governo do Distrito Federal.

## Democratas

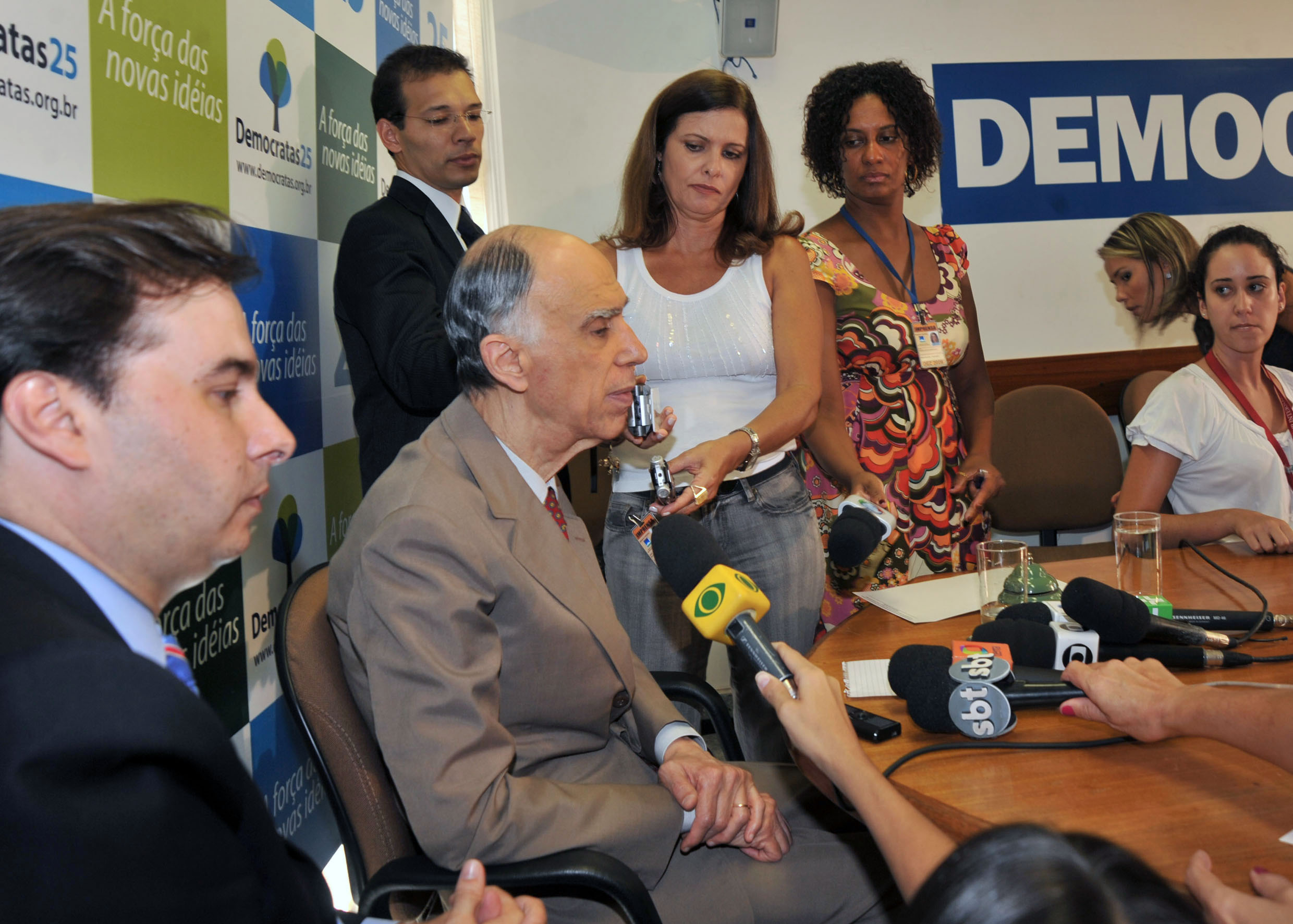
Devido à estatura do escândalo, o DEM dissolveu o diretório regional no Distrito Federal, e Marco Maciel foi escolhido interventor.

A direção do partido Democratas (DEM) passou a tarde do dia 30 de novembro com José Roberto Arruda, o único governador do partido. Estavam na reunião Paulo Octávio (que chegou de helicóptero para a reunião com Arruda) e o presidente da Câmara Legislativa, Leonardo Prudente. Assessorado por 3 advogados, Arruda tentou explicar o que o partido acha inexplicável. E pediu mais tempo para se defender. Foram apresentadas duas alternativas ao governador: ou ele se desfilia ou o partido abre processo de expulsão. Arruda resistiu e ameaçou: se radicalizassem contra ele, iria radicalizar também.
Na tarde de 10 de dezembro, José Roberto Arruda anuncia a sua desfiliação do partido Democratas. Em seu rápido discurso, alegou ser vítima de uma farsa utilizada por seus adversários para tirá-lo da disputa à releição. Além disso, afirmou que não disputará a eleição do próximo ano e que irá se dedicar inteiramente à administração pública.

## Prisão de Arruda
Arruda foi preso preventivamente, nos termos do artigo 312 do Código de Processo Penal - o que significa que assim ficará, até que cessem os motivos que ensejaram a sua custódia, ou seja, não há lapso temporal definido - no dia 11 de fevereiro de 2010 por decisão do STJ, que aceitou pedido da subprocuradora-geral da República, Raquel Dodge.
No dia 25 de fevereiro, o advogado de Arruda, Nélio Machado, anunciou que seu cliente não voltaria mais ao governo do Distrito Federal, se libertado. Contudo, ele não cogita uma renúncia, e sim o afastamento do cargo até o final das investigações, uma estratégia da defesa para conseguir um habeas corpus.

### Depoimento de Durval Barbosa
No dia 30 de março de 2010 o ex-secretário de relações institucionais do GDF prestou depoimento à polícia federal e permaneceu boa parte do depoimento calado, mas disse que não aguentava mais os achaques de José Roberto Arruda e Paulo Octávio, que um rolo compressor nem começou e disse ainda que já prestou mais de 40 depoimentos.

## Risco de Intervenção Federal
Após a prisão preventiva do ex-governador José Roberto Arruda em 11 de fevereiro de 2010, o procurador-geral da República Roberto Gurgel protocolou pedido de intervenção federal no Distrito Federal, alegando que "grande parte dos deputados distritais está envolvida. Portanto, o Legislativo, a quem compete a responsabilização do governador, não tem a condição mínima de fazer isso." O procurador-geral da República alegou também que há uma “verdadeira organização criminosa” no governo do Distrito Federal e “indícios fortíssimos” de um esquema de apropriação de recursos públicos.
Posteriormente, Arruda foi cassado por infidelidade partidária pelo TSE. Após a renúncia do governador interino Paulo Octávio em 23 de fevereiro de 2010 e ao assumir o cargo interinamente o então Presidente da Câmara Legislativa, Wilson Lima, aumentaram as pressões para a intervenção. A eleição indireta e a posse de Rogério Rosso não impediram o processo de prosseguir. Entretanto, a OAB-DF foi contra, bem como a Câmara Legislativa do Distrito Federal e a Procuradoria Geral do Distrito Federal.
No dia 30 de junho de 2010 o pedido foi julgado pelo STF, que decidiu, por 7 votos a 1, contra a intervenção federal no DF. O relator foi Cezar Peluso, que votou contra e foi acompanhado pelos ministros Dias Toffoli, Cármen Lúcia, Ricardo Lewandowski, Gilmar Mendes, Marco Aurélio de Mello e Celso de Mello. Segundo Peluso: "É certo que a corrupção é sempre uma violação do respeito, mas como se demonstrou, os diversos poderes desencadearam ações adequadas para pôr fim à crise oriunda de um esquema sorrateiro de corrupção no DF". Apenas Ayres Britto foi a favor da intervenção, pois: "Não se rompe impunemente com o hábito. É como se fosse uma segunda pele em nós. Para mim, o caso é de hecatombe institucional. Serve como luva encomendada essa ferramenta chamada de intervenção".
Em agosto de 2010 a Polícia Federal concluir o relatório final da Operação Caixa de Pandora, que aponta o ex-governador José Roberto Arruda como chefe de uma organização criminosa para desviar recursos públicos por meio de empresas contratadas por seu governo.
No dia 25 de julho de 2010, a CPI da Codeplan, da Câmara Legislativa do Distrito Federal, sugeriu ao Ministério Público do Distrito Federal e dos Territórios o indiciamento de 22 pessoas, entre elas os ex-governadores José Roberto Arruda e Joaquim Roriz e o ex-vice-governador Paulo Octávio, por pagamentos feitos sem contrato, dispensa de licitações, superfaturamento de preços e outras irregularidades.